# Desak Made Rita Kusuma Dewi
Desak Made Rita Kusuma Dewi (née le 24 janvier 2001 à Bali) est une sportive indonésienne spécialisée dans l'escalade sportive. 
Elle est championne de monde de vitesse en 2023.

## Palmarès

### Championnats du monde
- 2023 à Berne,  Suisse
  -  Médaille d'or en vitesse

### Jeux mondiaux
- 2025 à Chengdu,  Chine
  -  Médaille d'or en vitesse 4

### Championnats d'Asie
- 2022 à Séoul,  Corée du Sud
  -  Médaille d'argent en vitesse